# Si Phan Don
Si Phan Don (laot. ສີ່ພັນດອນ, co znaczy cztery tysiące wysp) – archipelag rzeczny na Mekongu w prowincji Champasak w południowym Laosie, w pobliżu granicy z Kambodżą. Si Phan Don jest częścią dystryktu Khong i obejmuje wyspy oraz fragment lądu stałego na wschodzie. Kraina jest usiana licznymi wyspami, z których połowa jest zatopiana podczas wylewów Mekongu. Główne wyspy to, największa z nich, Don Khong, Don Som, druga pod względem wielkości, Don Det i Don Khon. Najbliżej położonym dużym miastem w Laosie jest Pakxé.
Najważniejszymi atrakcjami archipelagu Si Phan Don są: 
- Pozostałości pierwszej linii kolejowej w Laosie, linii kolei wąskotorowej Don Det – Don Khon, łączącej wyspy Don Det i Don Khon[2]
- Słodkowodne delfiny krótkogłowe, które można obserwować z łodzi u wybrzeży wyspy Don Khon. Są gatunkiem zagrożonym[3][4].
- Wodospady Khone Phapheng, będące niedostępną dla żeglugi przeszkodą na rzece Mekong, dały bodziec do budowy pierwszej w Laosie linii kolejowej[5].

Miejscowa gospodarka opiera się na rolnictwie, ale archipelag Si Phan Don przyciąga też coraz więcej turystów. Ruch turystyczny koncentruje się na wyspach Don Khong, Don Det i Don Khon. Inne wyspy odwiedzane są sporadycznie.

## Galeria

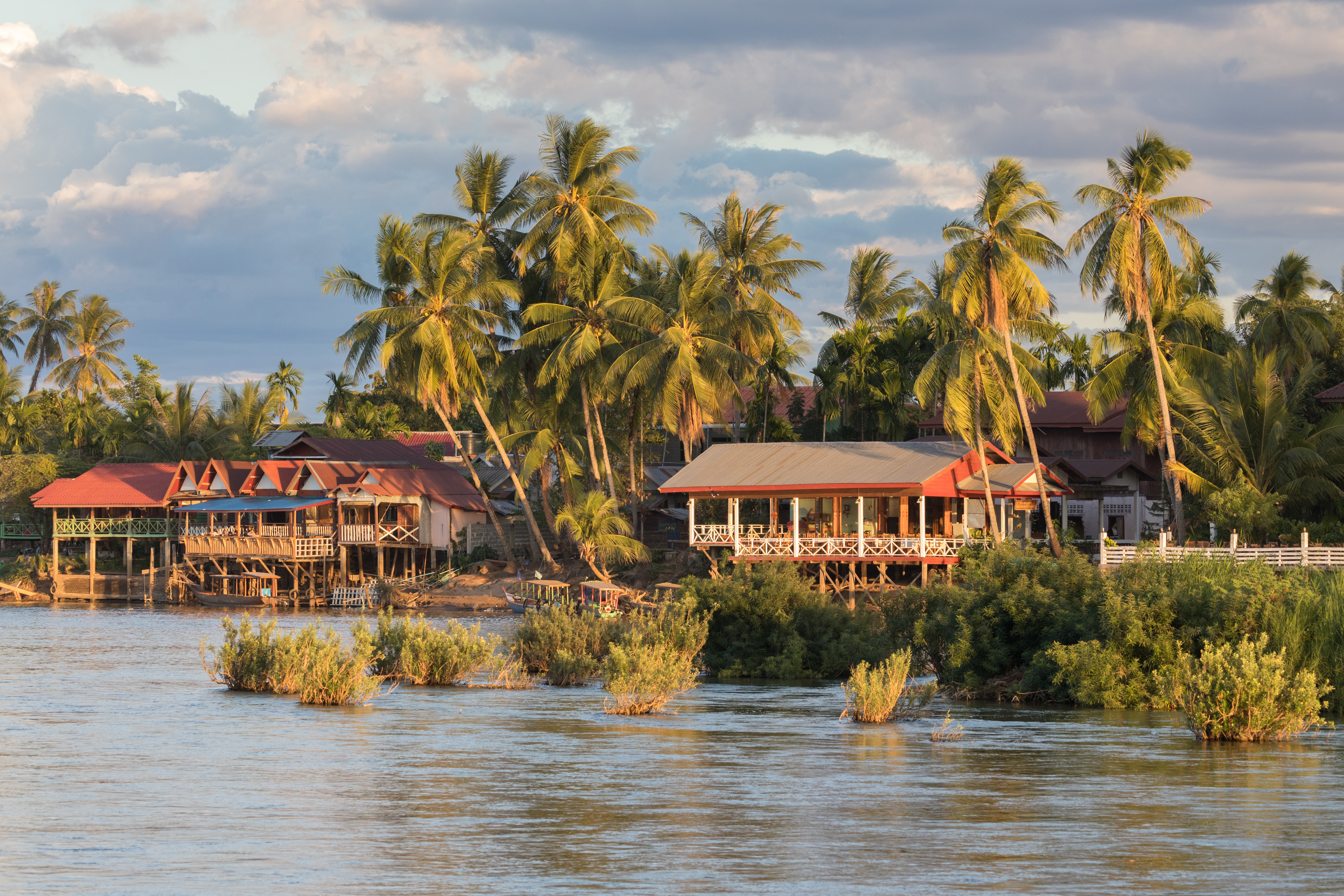
Drewniane domy na palach na wyspie Don Khon
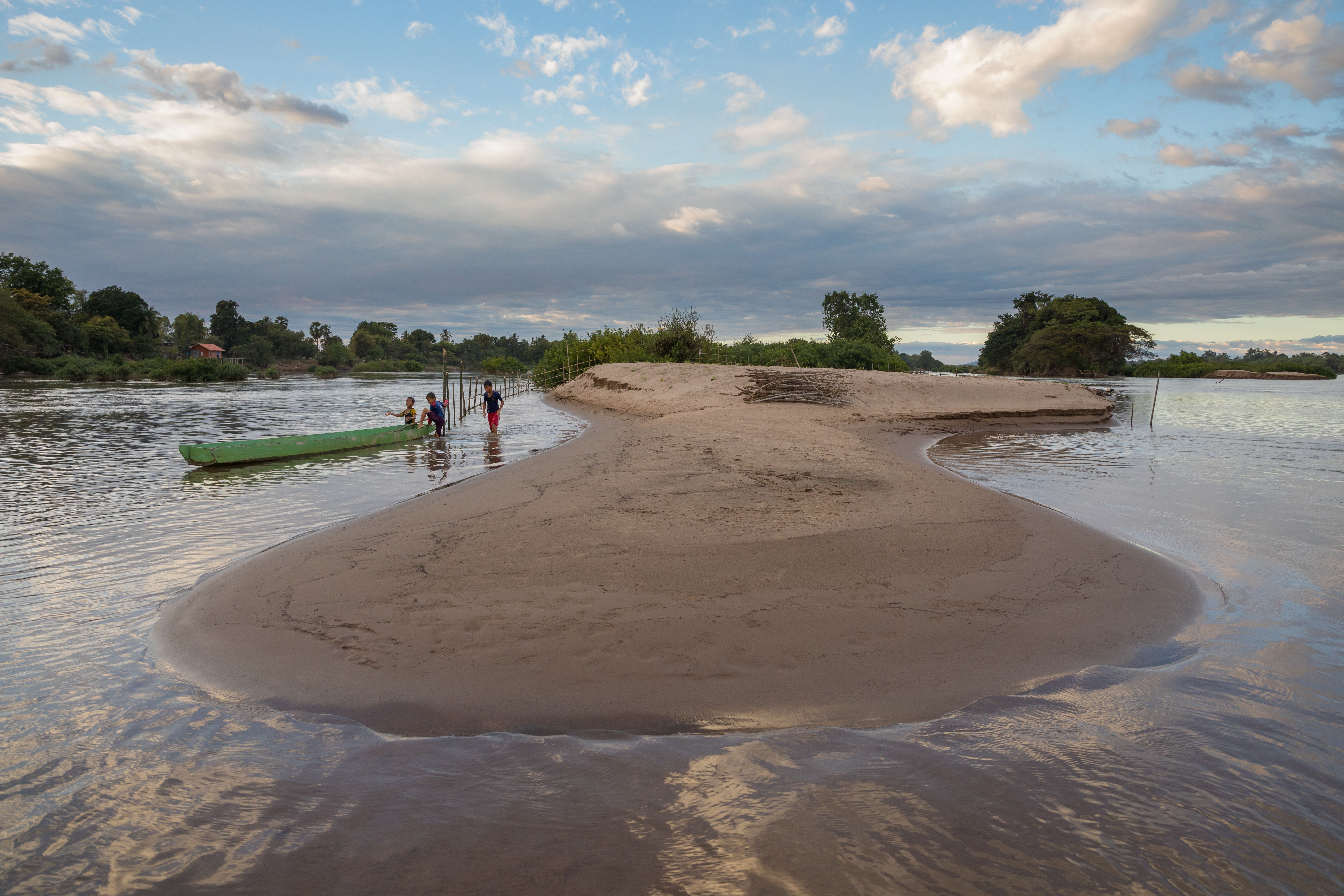
Mekong, plaża koło Don Loppadi
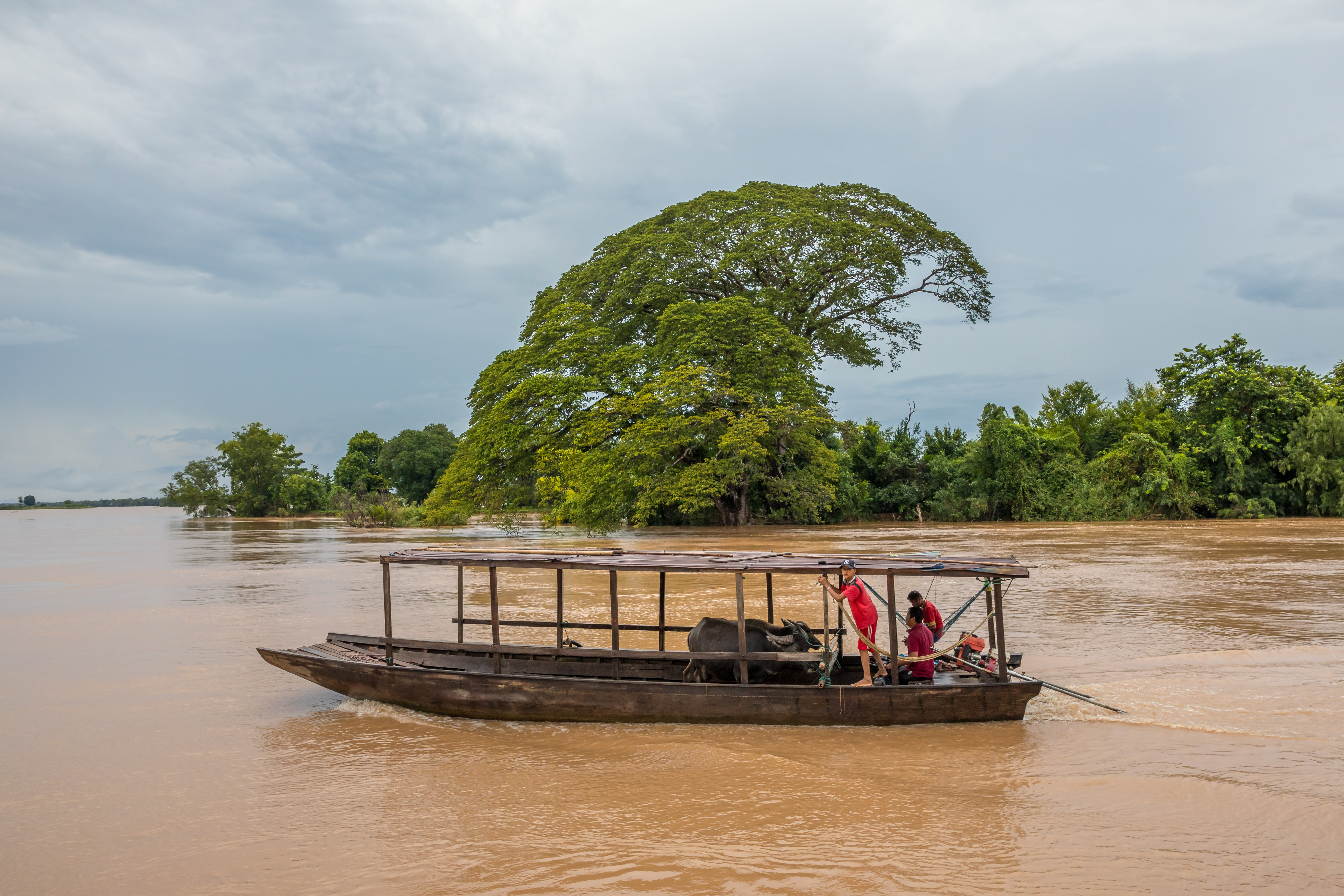
Transport bawołów na Mekongu (z Don Det)
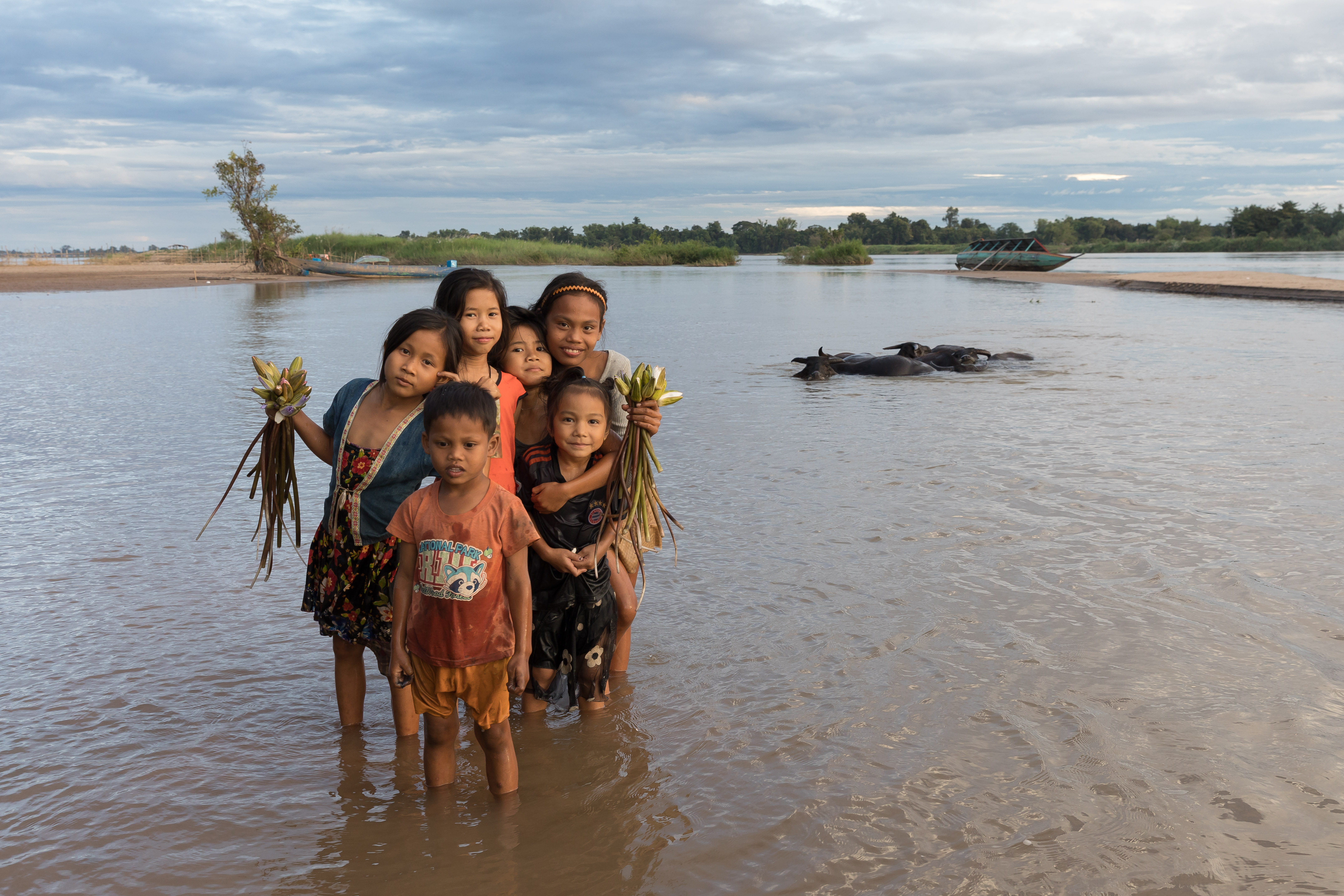
Dzieci z bawołami i łodzią
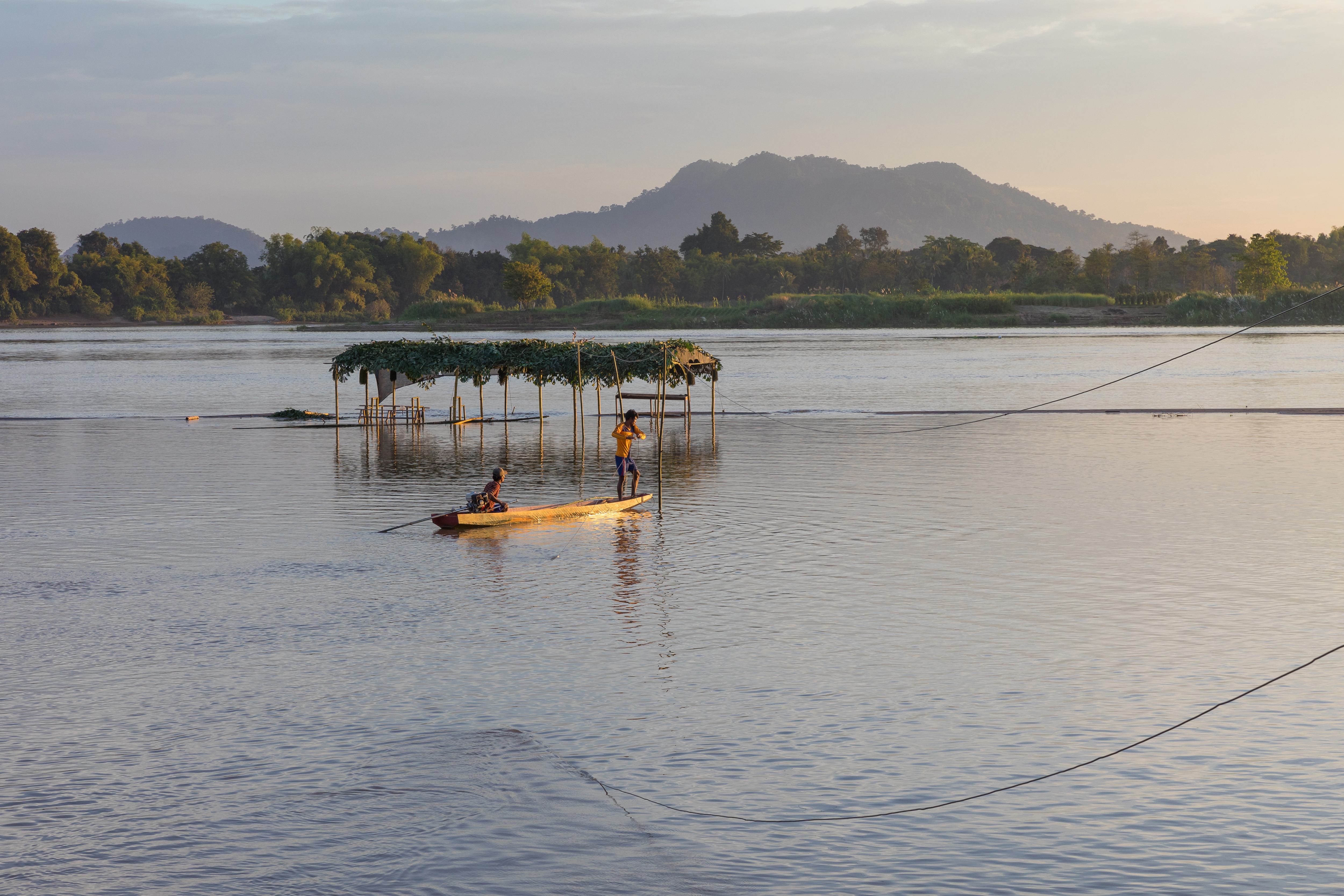
Łódź na Mekongu o zachodzie słońca, Don Puay
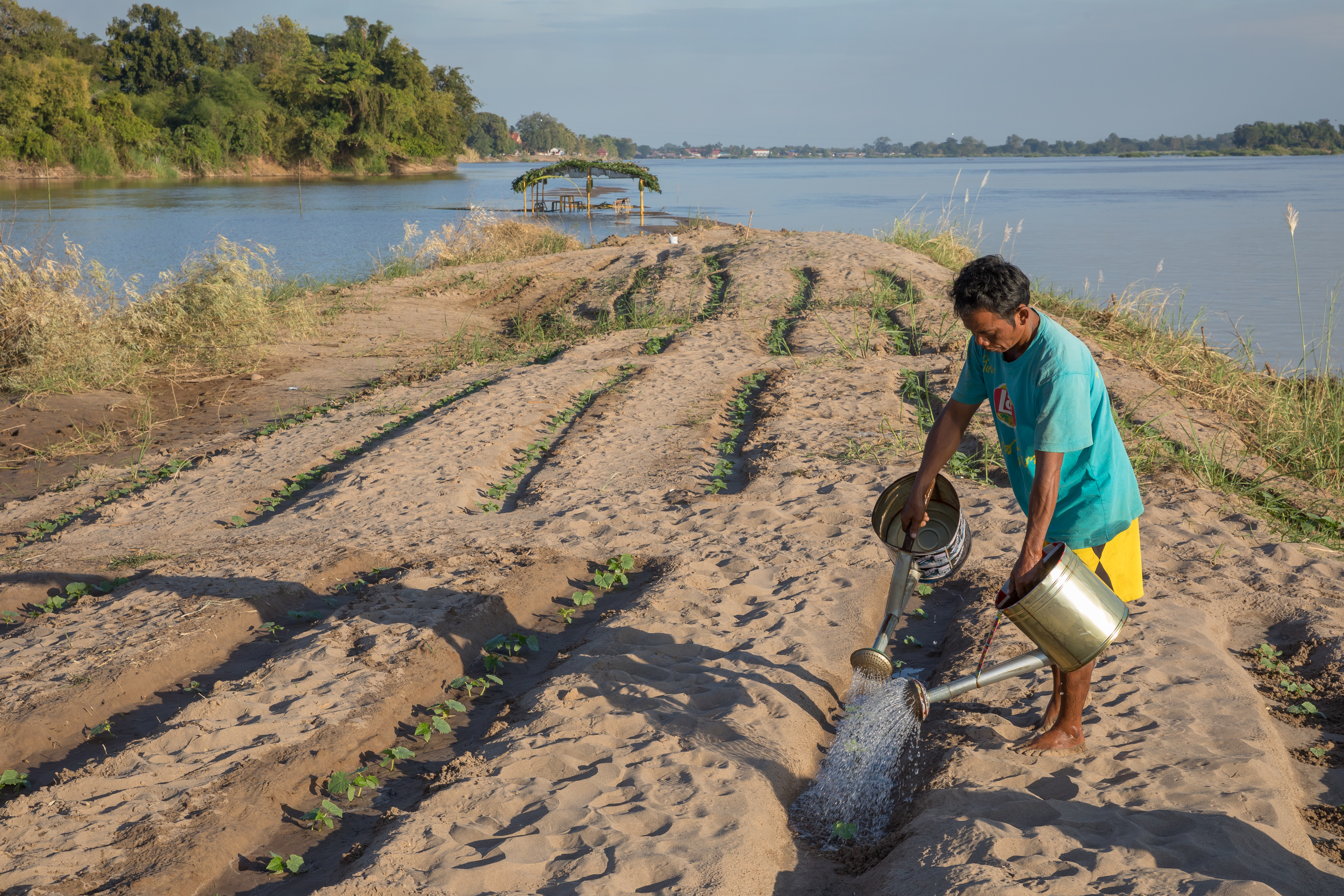
Mężczyzna podlewający ogórki na wysepce
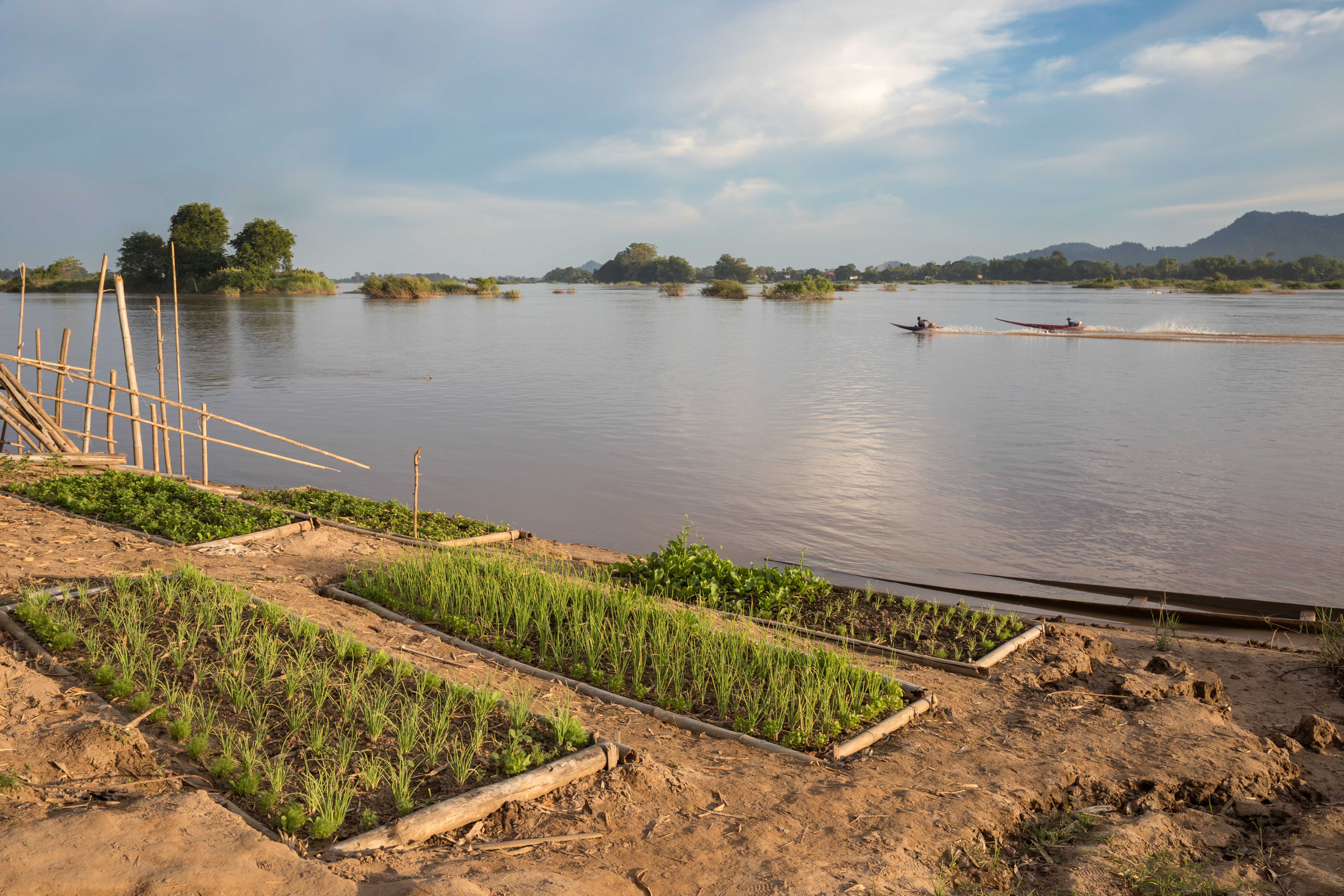
Przydomowy ogródek na brzegu Mekongu, Don Loppadi
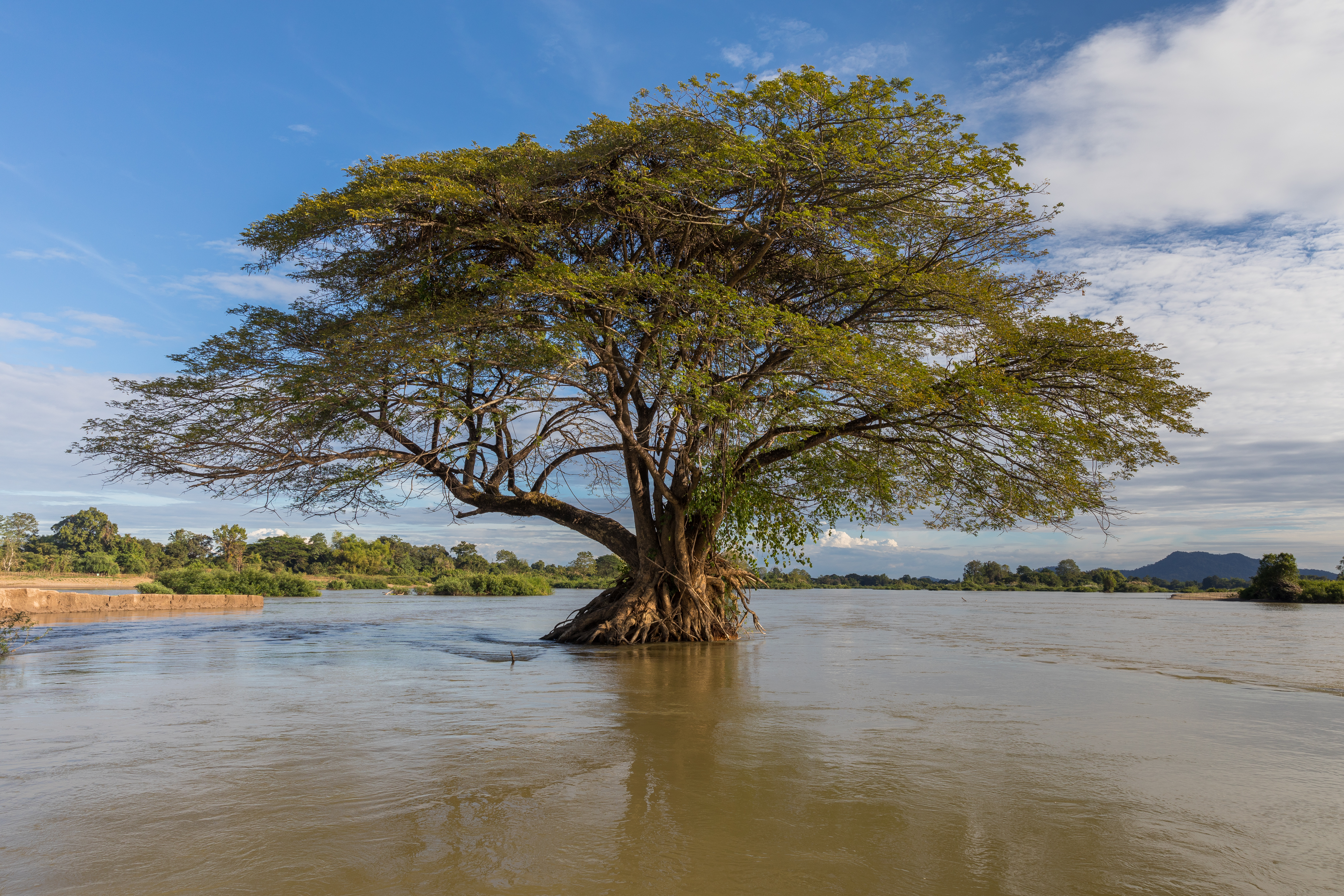
Zalane wodą drzewo albicja saman, Don Loppadi
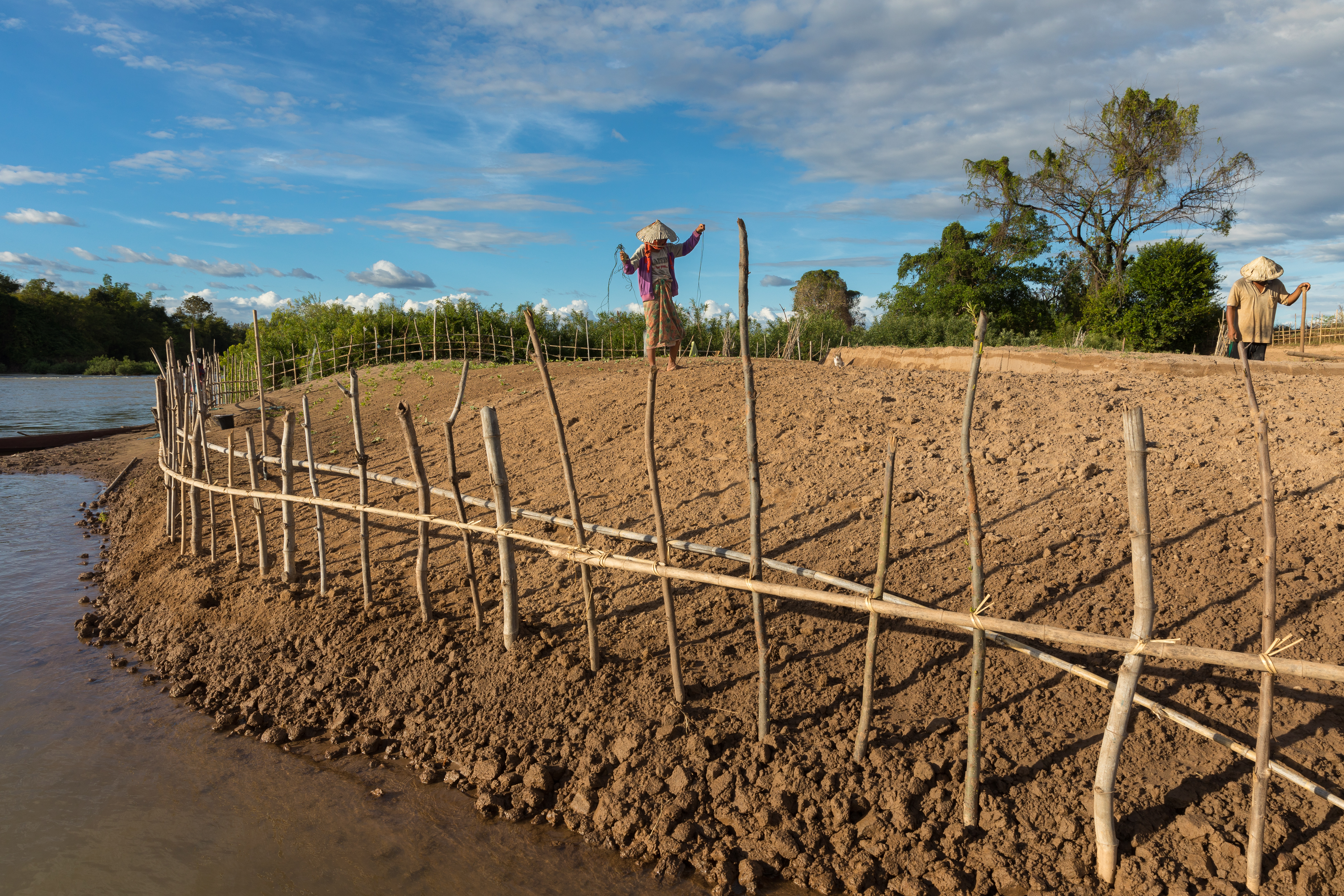
Drewniany płot, Si Phan Don
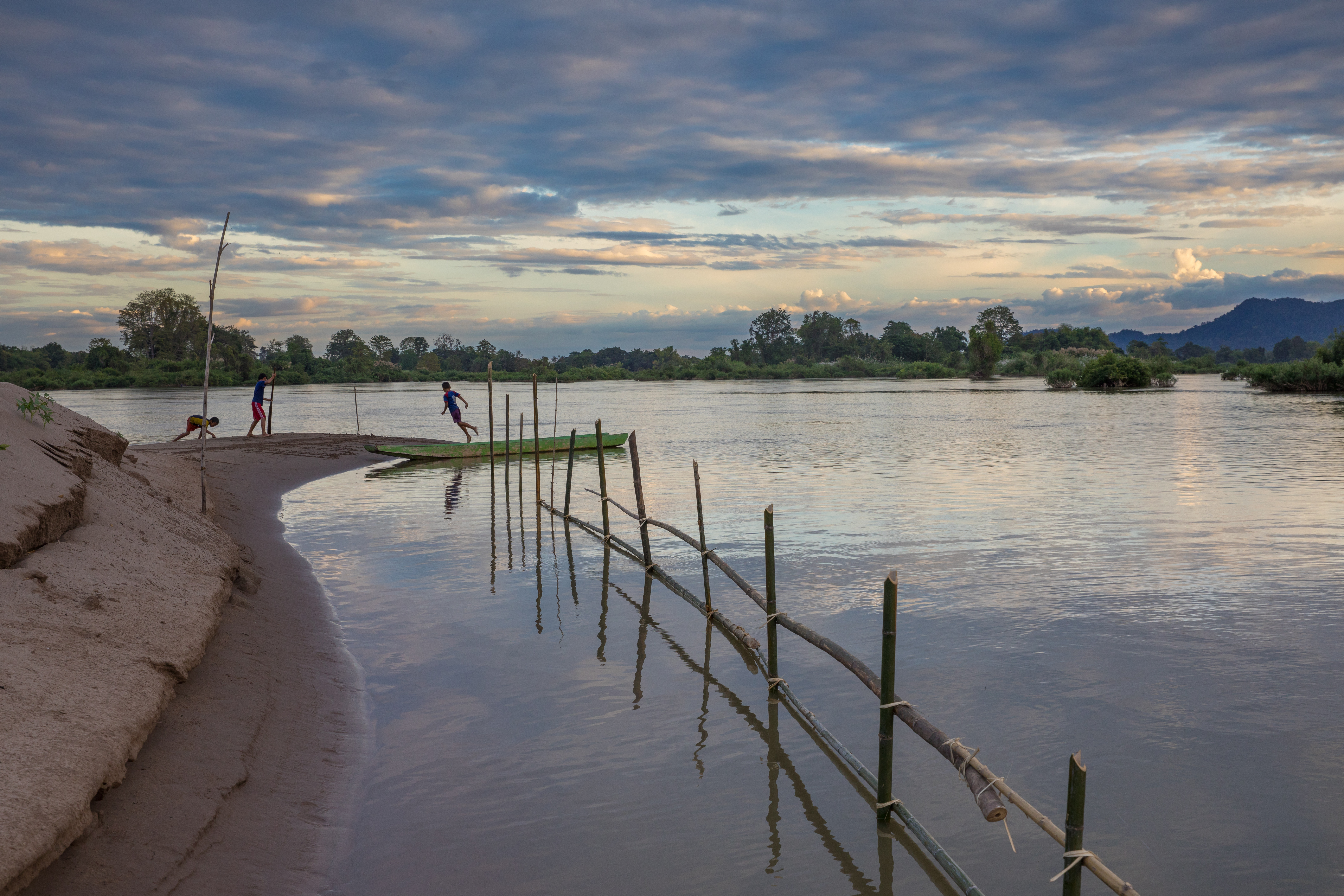
Zabawa dzieci o zachodzie słońca na brzegu Mekongu, Don Loppadi
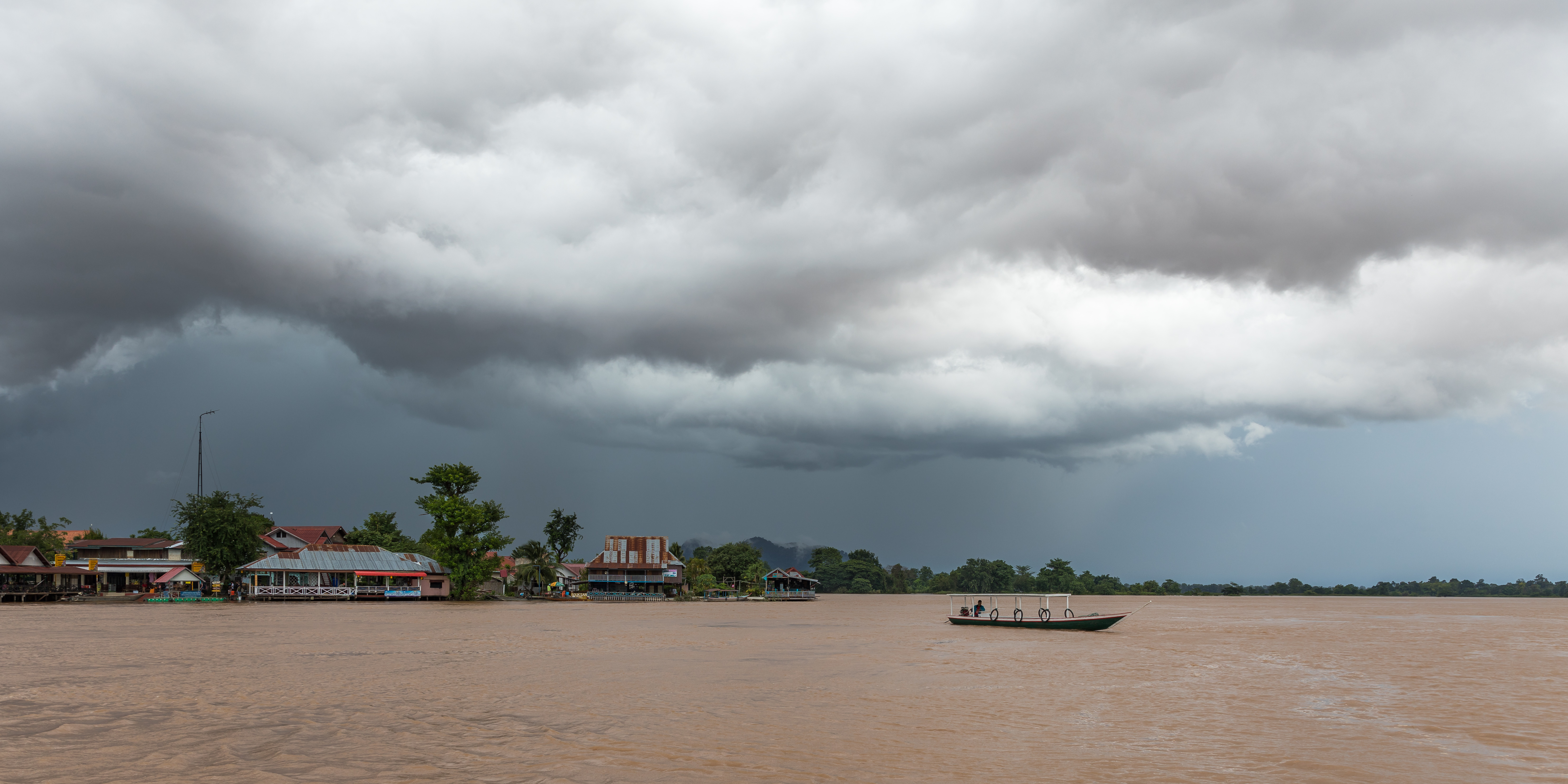
Łódź na Mekongu przed burzą
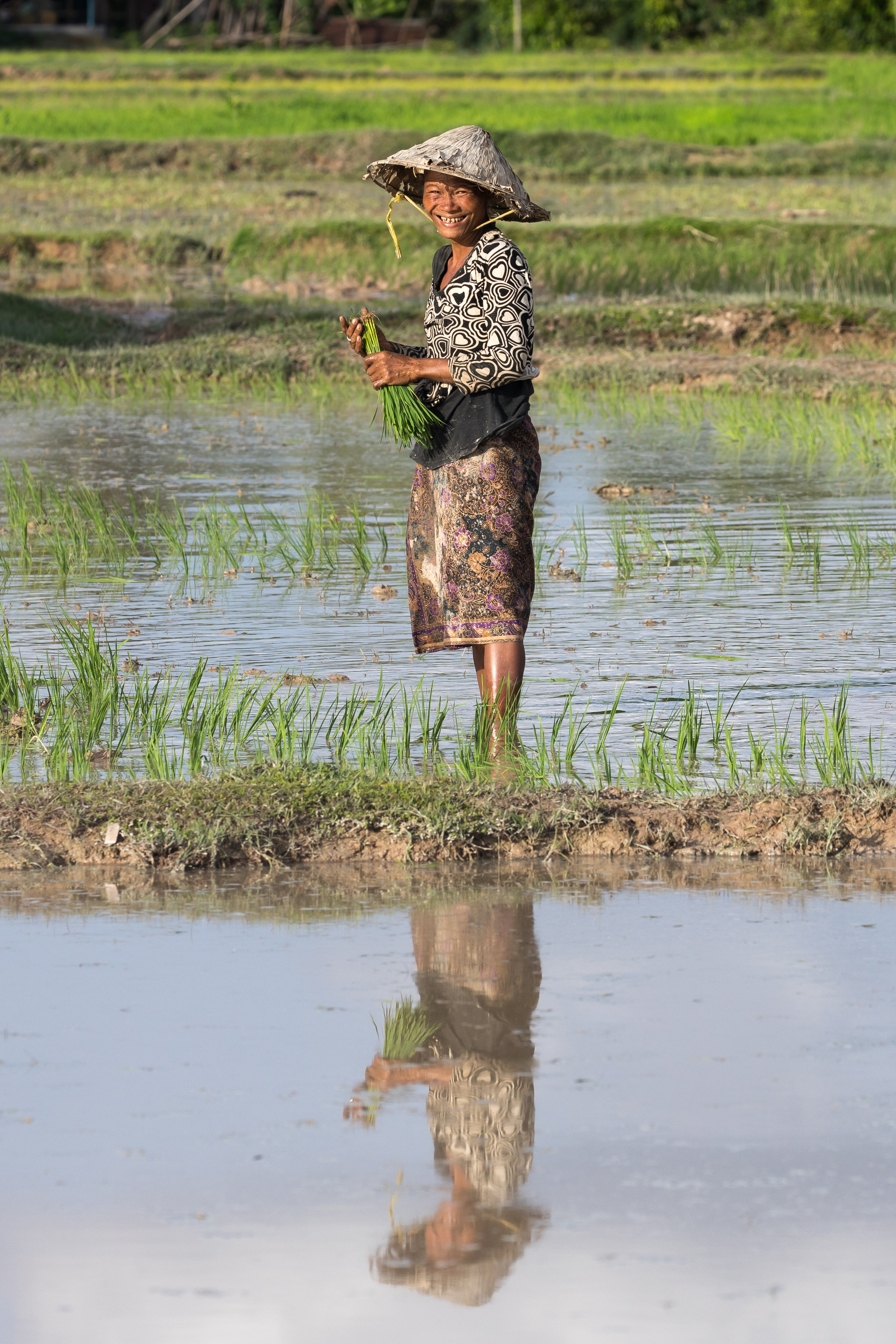
Kobieta sadząca ryż
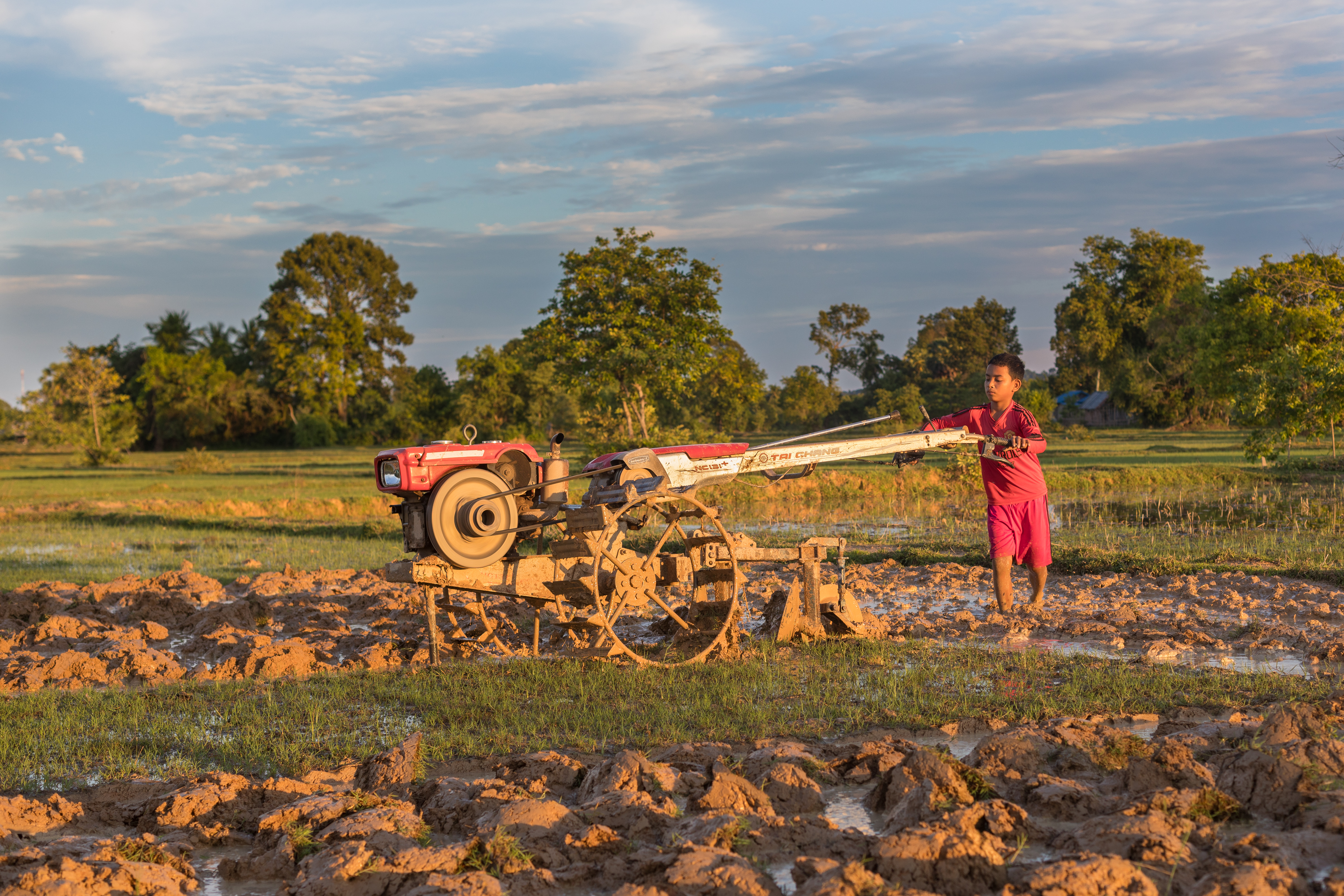
Chłopiec podczas orki traktorem na Don Det
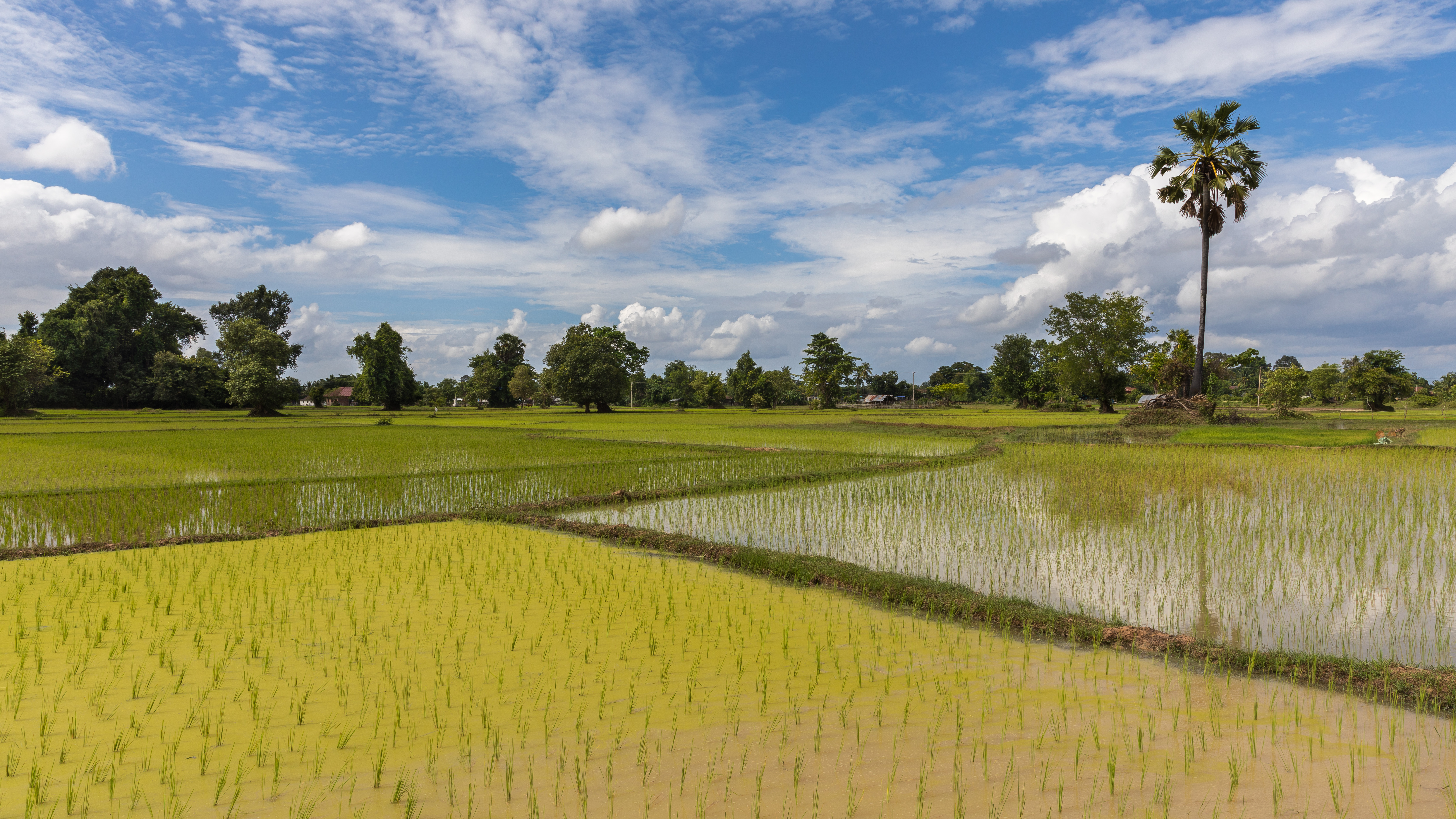
Pola ryżowe
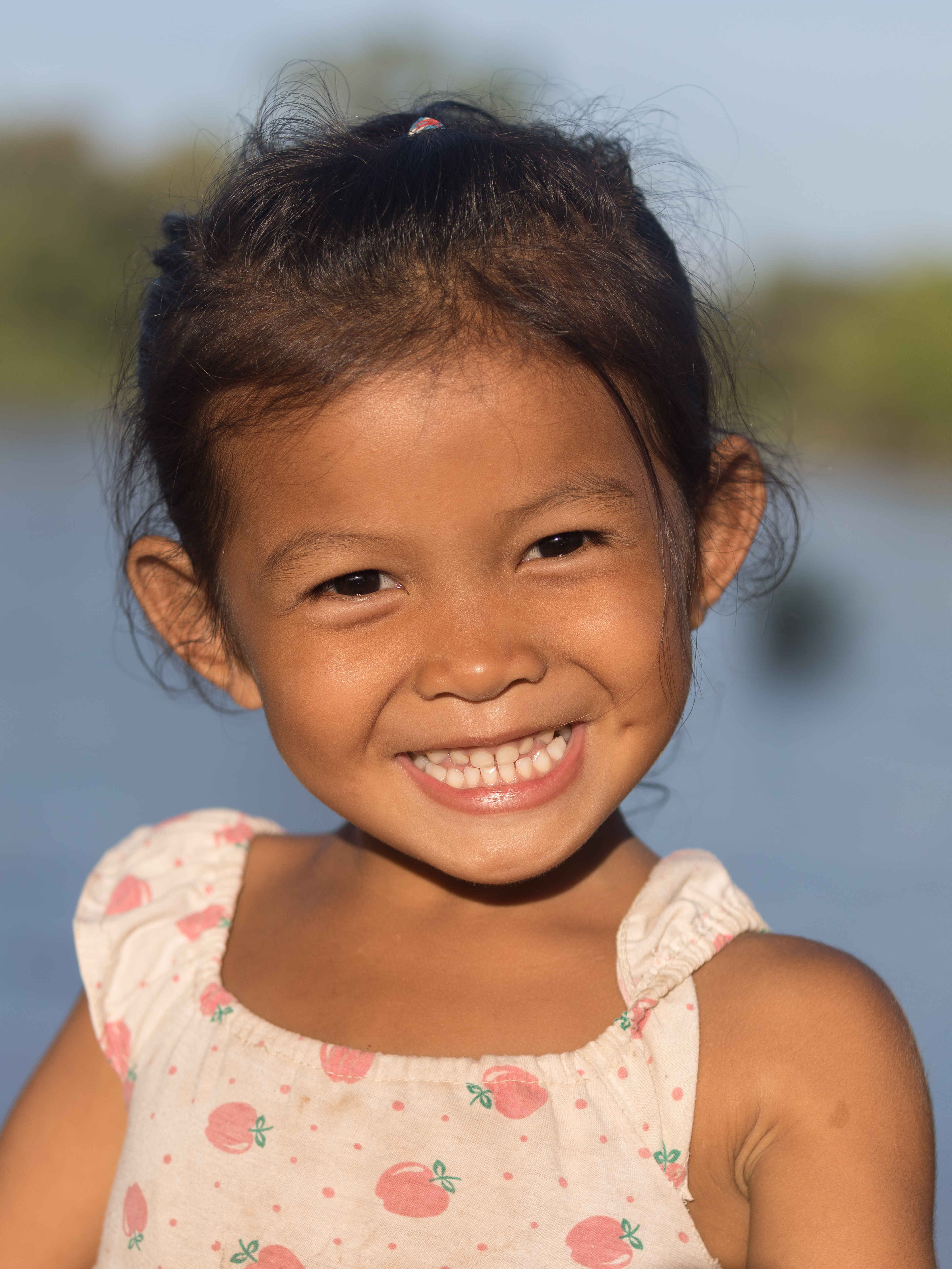
Dziewczynka z Don Det
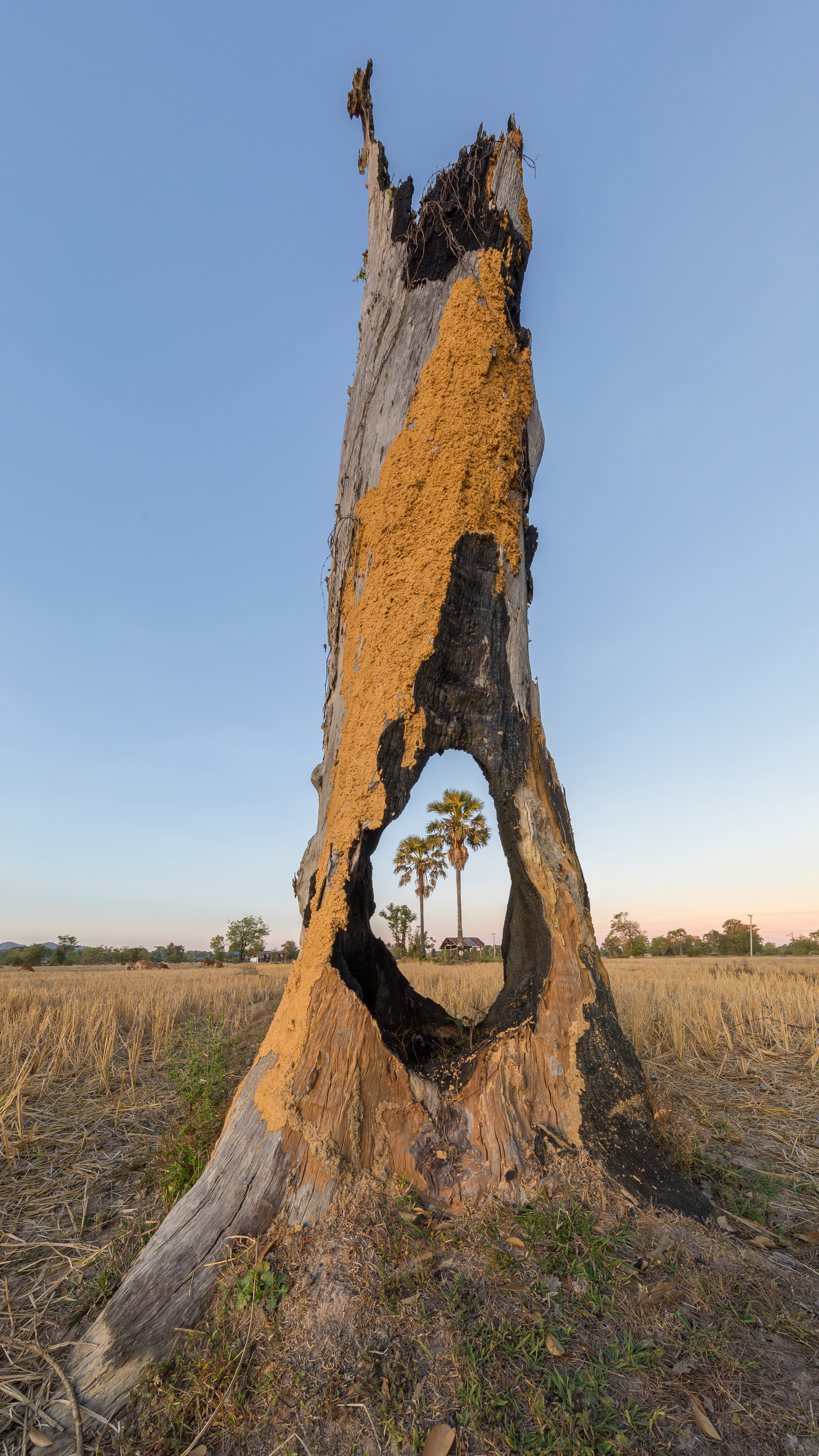
Dwie palmy areki widziane przez otwór pniu drzewa zniszczonego przez pożar
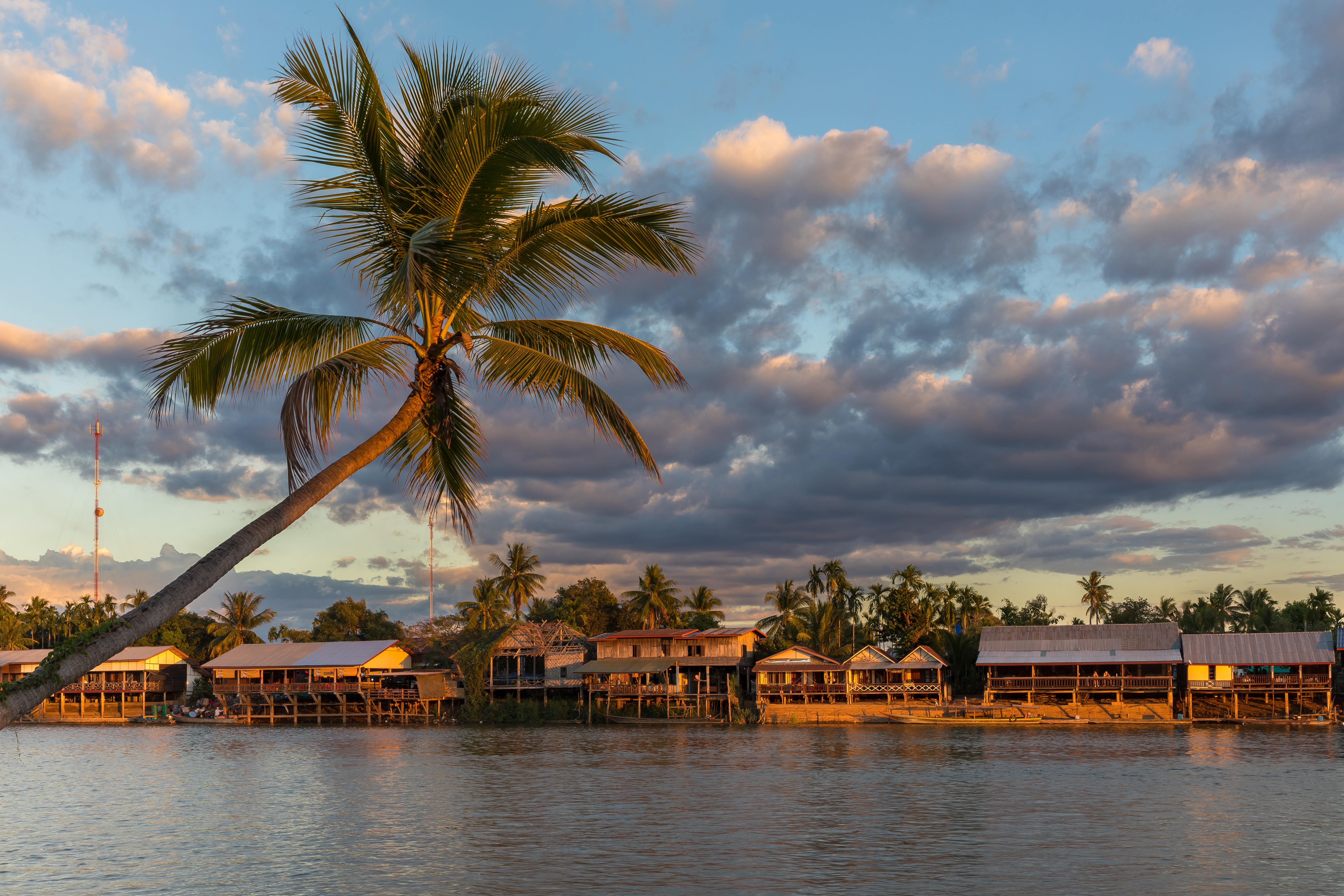
Brzeg wyspy Don Khon z drewnianymi domami na palach, widziany z Don Det